# كارولي كوش
كارولي كوش (بالمجرية: Koch Károly)‏ هو موجه قوارب من المجر، (ولد في عام 1885  م).

## وصلات خارجية
- كارولي كوش على موقع الاتحاد الدولي للتجديف (الإنجليزية)
- كارولي كوش على موقع أوليمبيديا (الإنجليزية)